# Dichapetalum thollonii
Dichapetalum thollonii är en tvåhjärtbladig växtart som beskrevs av Pellegrin. Dichapetalum thollonii ingår i släktet Dichapetalum och familjen Dichapetalaceae. Inga underarter finns listade i Catalogue of Life.